# Dipcadi rigidifolium
Dipcadi rigidifolium är en sparrisväxtart som beskrevs av John Gilbert Baker. Dipcadi rigidifolium ingår i släktet Dipcadi och familjen sparrisväxter. Inga underarter finns listade i Catalogue of Life.